# Aitern
Aitern es un municipio de unos 580 habitantes en el distrito de Lörrach en Baden-Wurtemberg, Alemania, aproximadamente 30 km al sur de Friburgo. Barrios de Aitern son Holzinshaus, Multen y Rollsbach. El valle de Aitern es un valle lateral en la vertiente oriental del monte Belchen. Aitern es miembro de una asociación administrativa (mancomunidad) con sede en Schönau en la Selva Negra.

## Multen
El caserío Multen es un barrio de Aitern a una altitud de entre 1010 y 1060 m. Consiste de dos grupos de casas con 12 casas en total y se divide en Obermulten (Multen Superior) y Untermulten (Multen Inferior).

## Enlaces
- Wikimedia Commons alberga una categoría multimedia sobre Aitern.
- Sitio web de Aitern
- Página de Schönenberg en el sitio web de la asociación administrativa